# Giusto Recanati
Giusto Recanati OFMCap (ur. 9 sierpnia 1789 w Camerino, zm. 17 listopada 1861 w Rzymie) – włoski kardynał.

## Życiorys
Urodził się 9 sierpnia 1789 roku w Camerino, jako Vincenzo Benedetto Giuseppe Recanati. W młodości wstąpił do zakonu kapucynów, a 22 lutego 1812 roku przyjął święcenia kapłańskie. 3 lipca 1848 roku został tytularnym arcybiskupem Trypolisu, a sześć dni później przyjął sakrę. W latach 1848–1851 był administratorem apostolskim diecezji Senigallia. 7 marca 1853 roku został kreowany kardynałem prezbiterem i otrzymał kościół tytularny Santi XII Apostoli. Zmarł 17 listopada 1861 roku w Rzymie.